# شميلان (أبو الفارس)
شميلان (بالفارسية: شمیلان) هي منطقة سكنية تقع في إيران في قسم أبو الفارس الريفي. يقدر عدد سكانها بـ 152 نسمة بحسب إحصاء 2016.